# Корлик
Ко́рлик — река в России, протекает по Нижневартовскому району Ханты-Мансийского автономного округа — Югры. Устье реки находится в 613 км от устья реки Вах по правому берегу. Длина реки составляет 70 км, площадь водосборного бассейна — 1020 км².

## Притоки
(км от устья)
- 2 км: река Малый Корлик 2-й (пр)
- 14 км: река Мегтыгигол (пр)
- 24 км: река Ирне (лв)
- 38 км: река без названия (лв)
- 51 км: река без названия (лв)

## Данные водного реестра
По данным государственного водного реестра России относится к Верхнеобскому бассейновому округу, водохозяйственный участок реки — Вах, речной подбассейн реки — бассейн притоков (Верхней) Оби от Васюгана до Ваха. Речной бассейн реки — (Верхняя) Обь до впадения Иртыша.
Код объекта в государственном водном реестре — 13011000112115200037944.